# سید یونس موسوی
سید یونس موسوی (زاده ۱۳۳۷ در آبادان) سیاست‌مدار ایرانی است، که در دوره چهارم مجلس شورای اسلامی به‌عنوان نماینده حوزهٔ انتخابیهٔ آبادان، از استان خوزستان در مجلس شورای اسلامی حضور داشت.